# Actaea (卫星)
Actaea，官方名称(120347) Salacia I Actaea，是柯伊伯带天體小行星120347已知拥有的衛星。

## 發現
它在2006年被Keith S. Noll, Harold Levison, Denise Stephens 和 Will Grundy通过哈勃望远镜发现。它在2011年2月18日获得正式名称“Actaea”，是希腊神话中的一种海洋女神——涅瑞伊得斯。

## 轨道
Actaea以约5.49天的周期环绕主星公转，相距5619千米，轨道离心率约0.0084。

## 性質
Actaea比小行星120347暗约2星等，意味着相同反照率下有2.98的直径比例。假设反照率与小行星120347相同，它的直径约303千米。它与小行星120347有着一样的颜色(分别是V−I = 0.89±0.02和0.87±0.01)，支持了反照率相同的假设。该系统较低的密度表明小行星120347与Actaea由水冰构成。小行星120347与Actaea下一次的互相遮盖将在2067年。此系统的质量为4,66 ± 0,22  × 1020 千克，约有4%集中在Actaea。